# Naoki Imamura
Naoki Imamura (今村 直樹 Imamura Naoki?), nacido el 9 de julio, es un seiyuu japonés de la prefectura de Saitama unido a Aoni Production. Ha interpretado un gran número de papeles secundarios y menores, incluyendo a héroes y villanos, personajes serios y bromistas. Actuó junto a Kōji Totani en numerosas ocasiones y puso voz a alguno de sus roles después de la muerte de él en su honor. También se hizo cargo de la función de narrar Beat Takeshi no TV Tackle después de la muerte de Daisuke Gori.

## Papeles

### Animes
1997
- Chūka Ichiban! ( uno de los aldeanos, un espectador)

1998
- Mamotte Shugogetten (Las tropas del Sur)
- Nintama Rantarō (padre de Tsukai, un vigilante, un hombre, invitado, hombre del servicio a domicilio express, ninja Dokutake)
- Yu-Gi-Oh! (miembro del grupo)

2003
- Firestorm (Jess, narración, Duvarie, secretario de las Naciones Unidas)
- Meitantei Conan (Detective, conductor del autobús)
- Sonic X (Tanaka, Rey Boom Boo, jefe de oficiales de inteligencia del gobierno, E-102 Gamma)

2004
- Bobobo-bo Bo-bobo (Cara de Robo Yamada)
- Kidō Senshi Gundam SEED Destiny (Takao Schreiber)

2007
- GeGeGe no Kitarō (Okutama, jefe de la estación cementerio, productor)
- Shining Tears X Wind (Raihi)

2008
- Golgo 13 (Tony)

2009
- Senjō no Valkyria (un aristócrata)

2010
- SD Gundam Sangokuden Brave Battle Warriors (Kougai Gouf)

### OVA
- Mobile Suit Gundam SEED C.E. 73: Stargazer (Royora)
- Saint Seiya: Meiō Hades Jyūnikyū Hen (Heracles Seiza no Algethi)
- Sakura Taisen: New York, New York (Howard Carter)

### Cine de animación
- Crayon Shin-chan: Arashi wo Yobu! Yūhi no Kasukabe Boys (Seguridad)
- Kidō Senshi Z Gundam: A New Translation -Hoshi wo Tsugusha- (Capitán Alejandría)
- Steamboy (Voces adicionales)

### Videojuegos
- Battle Fantasia (Deathbringer)
- Dragon Ball Z Sparking! Neo (Kui (sucediendo a Kōji Totani), soldado Freeza #1)
  - Dragon Ball Z Sparking! Meteor (Kui (sucediendo a Kōji Totani), soldado Freeza #1)
- Mobile Suit Gundam: MS Sensen 0079/Kidō Senshi Gundam: MS Sensen 0079 (Soldado)
- Kidō Senshi Gundam: Spirits of Zion (Alpha A. Bait)
- Metal Gear series
  -  Metal Gear Acid 2 (Golab)
  - Metal Gear Solid (Soldado Genome  (Johnny Sasaki))
  - Metal Gear Solid: Portable Ops (Alto funcionario del gobierno)
  - Metal Gear Solid 2: Sons of Liberty (Johnny Sasaki)
  - Metal Gear Solid 3: Snake Eater (Johnny)
- Rockman Zero 4 (Heat Gemblem)
- SD Gundam G Generation (Alpha A. Bait, Ethan Raiya, Gady Kinzey)
- Shining Tears X Wind (Raihi)
- Soulcalibur III (Custom character: Hombre joven #2)
- Tales of Fandom Vol.1 (Clayton)

### Drama CD
- Tales of Destiny (Dustoff Draiden)

### Dubbing roles
- Superman: The Animated Series (Kanto)

### Tokusatsu
- Chō Ninja Tai Inazuma! (Mushigon (voz))
- Kinkyū Shirei 10-4・10-10 (Kazuya)
- Super Sentai Series
  - Engine Sentai Go-onger (Boring Banki (voz))
  - Hyakujū Sentai Gaoranger (Mōjūtsukai Org (voz))
  - Ninpū Sentai Hurricaneger (Metal Ninja Tekkotsumeba (voz))

### Otros
- Beat Takeshi no TV Tackle (TV Asahi) (narración (sucediendo a Daisuke Gōri))
- FNS Chikyū Tokusō Tai Dybastar (Maru-san)
- Hikkuri Hōritsu Ryokōsha (NHK) (Narración)